# Новотаромське
Новотаромське (до 2016 — Орджонікідзе)  — село (до 2012 р. — селище) в Україні, у Миколаївській сільській громаді Дніпровського району Дніпропетровської області. Населення становить 1751 осіб.

## Географія
Село Новотаромське розміщене за 2,5 км від лівого берега річки Суха Сура, за 2 км від села Миколаївка. Селищем протікає пересихаюча мала річка Балка Розсоловата із загатою. Поруч проходить автомобільна дорога Р80.

## Історія
1989 року за переписом тут мешкало приблизно 720 осіб.
2012 — змінений статус з селища на село.
До 2016 року мало ім'я Орджонікідзе.

## Населення

### Мова
Розподіл населення за рідною мовою за даними перепису 2001 року:
| Мова                | Відсоток |
| ------------------- | -------- |
| українська          | 86,4 %   |
| російська           | 12,5 %   |
| інші/не визначилися | 1,1 %    |